# Shan Fan
Shan Fan (chinesisch 单凡, * 4. Februar 1959 in Hangzhou) ist ein zeitgenössischer deutsch-chinesischer Künstler, amtierender Gründungspräsident der Brand University of Applied Sciences und Hauptgesellschafter der DACHINA interchange Management GmbH.

## Leben
Shan Fan ist Sohn des marxistischen Philosophen Shan Miaogen. Sein Unterricht in Malerei begann mit 13 Jahren. 1977 nahm er ein bis 1982 dauerndes Studium der traditionellen chinesischen Tuschemalerei unter Zheng Dehan und Pan Yun an der Akademie für Bildende Künste in Zhejiang, China auf. Shan Fan war jedoch nie an der Hochschule eingeschrieben, sondern nahm inoffiziell am Unterricht von Pan Yun teil.
Eine zufällige Bekanntschaft mit dem deutschen Kaufmann Siegfried Meyer und die daraus resultierende Freundschaft brachten ihn 1984 nach Hamburg, wo er 1985 an der Hochschule für Bildende Künste (HfbK) ein Studium unter KP Brehmer aufnahm, das er 1988 mit Diplom abschloss.
1995 begann Shan Fan seine lang anhaltende Tätigkeit als freier Dozent an der Design Factory International. 1992 erhielt er die deutsche Staatsangehörigkeit. 1998 wurde er 2. geschäftsführender Gesellschafter der 1992 von Gerrit Ahnen gegründeten Design Factory International GmbH. Im Folgenden nutzte er diese Position, um gezielt internationale Partnerschaften mit Schwerpunkt China aufzubauen. 2011 wurde er zum Präsidenten der deutschen Seite der International School of Communication Design der Pädagogischen Universität Peking Zhuhai (BNUZ) ernannt, an der er 2002 auch zum Gastprofessor berufen wurde. 2004–2006 fungierte er als Vorstandsvorsitzender der Tsinghua-Universität – DFI Art Directors Programme in Peking. 2006 dozierte Shan Fan zunächst als Gastprofessor an der Chinesischen Hochschule der Künste in Hangzhou, ab 2008 an der Ostchina-Universität in Shanghai.
Mit deutschen und chinesischen Freunden gründete er 2010 die Brand University of Applied Sciences. Es war die erste staatlich anerkannte private Fachhochschule in Deutschland, die sich schwerpunktmäßig und interdisziplinär mit dem Themenbereich „Marke“ auseinandersetzt. Mit der Hochschulgründung erfüllte sich Shan Fan einen weiteren Kindheitstraum. Seit der Gründung steht Shan Fan der Brand University als Präsident vor, 2011 wurde er zusätzlich zum Professor für interkulturelle Kunst berufen. Seitdem ist sein zentrales Forschungsgebiet die Transformation von der Tradition zur modernen bis hin zur Innovation der zeitgenössischen Kunst.
Seit seiner Ankunft in Hamburg im Jahr 1984 pendelt Shan Fan ca. alle 6 Wochen zwischen der Hansestadt und China hin und her. Aus dem Wechsel-/Spannungsfeld der Kulturen zieht er Inspiration für die Hochschule und das künstlerische Werk.
Aus seiner Ehe mit Angela Shan (1995–2012) hat er zwei Söhne. Im Jahr 2013 heiratete Shan Fan die chinesische Malerin Lu Xiuyuan. Aus dieser Ehe gingen zwei gemeinsame Töchter hervor.

## Werk
Shan Fan fand im Alter von 13 Jahren zu Malerei. Unterrichtet wurde er von Meister Ding Zhengxian in der für ihren Bambus bekannten Provinz Zhejiang. Seine Ausbildung konzentrierte sich auf die traditionelle schwarze Tuschemalerei auf Reispapier. Dies blieb auch noch so im Jahr 1976, als chinesische Kulturrevolutionäre auf die Verwendung der Farbe Rot bestanden. Es kam so weit, dass sein Vater die von Shan Fan heimlich gemalten Bilder vor seinen Augen zerriss, um ihn zu schützen.
Aus seiner Beschäftigung mit dem Bambus entwickelte Shan Fan ein aus 200 Variablen bestehendes Bambus-Alphabet, das die verschiedenen Arten aufzeigt, wie die einzelnen Gräser angeordnet werden können. Der Begriff „Alphabet“ verdeutlicht auch die Nähe der traditionellen chinesischen Schrift zur Kunst.
Shan Fans „Malereien des Augenblicks“ sind schnelle, expressive Arbeiten, zu denen täglich ein weiteres Exemplar hinzukommt, entweder als Teil eines morgendlichen Auflockerungs-Programms in Form einer „Meditation zur alltäglichen geistigen Anwesenheit und zum ästhetischen Genuss“ oder spätestens als Abschluss des Tagwerks vor dem Zubettgehen.
Überlappend mit einer kurzen figürlichen Phase und Experimenten mit Installationen und Performances, begann Shan Fan im Jahr 2008, zunächst ausgewählte Bambusmotive auf große Leinwände zu übertragen, und ging dann zu extrem vergrößerten Darstellungen über.
Die Akademie der Freien Künste Hamburg, der Shan Fan seit 2014 angehört, fasst das künstlerische Werk Shan Fans wie folgt zusammen:
„Ob in Tusche auf Reispapier, Öl auf Leinwand, bei der Übermalung eines traditionellen Klassikers oder in den Medien Installation und Performance – in seinen Arbeiten reflektiert und transformiert Shan Fan das Abstraktionspotenzial, das die Bambusmalerei charakterisiert.“
Von 1995 bis 2007 wurde Shan Fan von der Galerie Hoeppner aus Großhansdorf vertreten. Seit 2010 wird er von der Galerie Urs Meile, die auch Ai Weiwei vertritt, repräsentiert.

## Preise und Auszeichnungen
- 2006: Medaille für Kunst und Wissenschaft der Freien und Hansestadt Hamburg[12]
- 2007: Ehrendoktor, verliehen vom Buckinghamshire Chilterns University College (jetzt Buckinghamshire New University, kurz: bucks)[13]
- 2014: Aufnahme in die Freie Akademie der Künste in Hamburg[14]

## Aktuelle Ausstellungen
Inky Bytes: Tuschespuren im Digitalzeitalter, 2. September 2018 bis 13. Januar 2019, Gemeinschaftsausstellung im Rahmen der Hamburger CHINA TIME im Museum für Kunst und Gewerbe Hamburg